# بانفا دياكيتي
بانفا دياكيتي (بالفرنسية: Banfa Diakité)‏ هو لاعب كرة قدم فرنسي في مركز الوسط، ولد في 7 أكتوبر 1997 في تولوز في فرنسا. لعب مع بورغ أون بريس بيروناس ونادي كوفيي ونادي نيور.

## وصلات خارجية
- بانفا دياكيتي على موقع رابطة كرة القدم الفرنسية للمحترفين (الإنجليزية)
- بانفا دياكيتي على موقع قاعدة بيانات كرة القدم.إي يو (الإنجليزية)
- بانفا دياكيتي على موقع Soccerway.com (الإنجليزية)